# Gran Paradiso (Ý)
Bài này nói về một ngọn núi ở Ý. Về một trình duyệt và tên mã của nó, xem bài Mozilla Firefox 3.0
Gran Paradiso (tiếng Pháp: Grand Paradis) là ngọn núi cao thứ 7 trong rặng núi Alpes grées, cùng với ngọn Mont Blanc là những ngọn núi cao nhất của dãy núi này. Ngọn Gran Paradiso nằm ở trên lãnh thổ các thành phố Aosta và Torino, vùng tây bắc Ý, gần ngọn Mont Blanc giáp biên giới Pháp (nhưng nằm hoàn toàn trong lãnh thổ Ý). Gran Paradiso là ngọn núi duy nhất của Ý có độ cao trên 4.000 m.
Ngọn cao nhất được leo lên ngày 4 tháng 9 năm 1860 bởi J. J. Cowell, W. Dundas, J. Payot và J. Tairraz. Ngày nay được coi là ngọn núi dễ leo lên, ngoại trừ 60 m chót ở trên đỉnh. Các người leo núi này thường xuất phát từ nhà nghỉ chân Rifugio Chabod hoặc Rifugio Vittorio Emanuele. Nhà nghỉ chân sau được đặt theo tên vua Vittorio Emanuele II của Ý, người đã lập khu bảo tồn hoàng gia Gran Paradiso năm 1856, hiện nay là Vườn quốc gia Gran Paradiso.